# 커티스 르메이
커티스 에머슨 르메이(영어: Curtis Emerson LeMay, 1906년 11월 15일~1990년 10월 3일)는 미국 공군 장성이다. 1968년에는 무소속 대통령 후보로 출마한 조지 C. 월러스의 부통령 러닝메이트이기도 하였다. 호전적인 성격으로 제2차 세계 대전 당시 태평양 전쟁 중 저고도 전략폭격인 도쿄 대공습을 지휘해 일본을 초토화시킨 장군으로 유명하다. 냉전에 들어서는 서베를린 공수 작전을 지휘했으며, 쿠바 미사일 위기때는 소련과 쿠바에 대한 핵공격을 포함한 전면전을 건의했으나, 받아들여지지 않았다.

## 어린 시절
커티스 르메이는 1906년 11월 15일 오하이오주 콜럼버스에서 방랑자였던 아버지와 교사인 어머니 슬하에 6남매 중 장남으로 태어났다. 르메이는 먼 프랑스계 위그노 혈통을 가진 영국인 이민자였다. 당시 철공소 일반 잡부였던 커티스의 아버지 어빙 에드윈 르메이는 몇 달 이상 직장을 유지하지 못했다. 커티스의 어머니 애리조나 도브 (카펜터) 르메이는 가족의 생계를 꾸려가기 위해 최선을 다했다. 수입이 매우 적었기 때문에, 아버지가 직업을 찾아 전국을 떠돌아다녔기 때문에 그의 가족도 몬태나나 캘리포니아까지 가야했다. 결국 그들은 고향인 콜럼버스로 돌아왔다. 콜럼버스 공립학교에 입학하여, 콜럼버스 남고등학교를 졸업하고, 오하이오 주립 대학교에서 토목공학을 전공했고, 학사를 마쳤다. 재학 중에 육군 예비역 장교 훈련 과정을 수료하다가 대학을 마친 후 국경 경비대에 들어간다. 
1928년 항공 사관후보생으로 군에 입대한다. 텍사스주 켈리 필드에서 조종사 훈련을 받고, 1929년 10월에 육군 항공대 예비역으로 소위에 임명되었다가 1930년 1월 정식으로 임관하게 되었다. 미시간주 셀프 리지 필드의 제27 전투비행단(The 27th Pursuit Squadron)으로 부임했다. 1934년 6월 9일, 커티스 르메이는 헬렌 에스텔 메이트랜드와 결혼을 했고, 그녀와의 사이에서 재이니(Janie)로 불린 외동딸 패트리샤 제인 르메이 랏지(Patricia Jane LeMay Lodge)를 가졌다. 르메이는 하와이에 주둔하고 있을 때 전투기 조종사가 되었고, 항공 훈련에서 특화 훈련을 받은 최초의 공군 대부원 중 하나가 되었다. 1937년 폭격기로 전과할 때까지 전투기 조종사로 임무를 수행한다.
1937년 8월, 케이럽 V. 헤인즈 사령관이 이끄는 보잉 B-17 플라잉 포트리스의 조종사로 캘리포니아 연안의 안개 낀 상황 훈련을 가정하여, 해군 담당자가 잘못된 좌표를 주었음에도 불구하고 전함 유타의 위치를 찾는 것에 도움을 주었다. 그 후 B-17 전대는 그것을 폭탄으로 폭격했다. 1938년 5월, 헤인즈는 또 한번 3대의 B-17로 980km의 대서양을 가로 지르는 비행을 하여 이탈리아 정기선 렉스를 탈취하였다. 이것은 미국 해안을 방어하기 위해 지상 기지를 둔 공군력을 증명한 것이다. 1940년 그는 헤인즈의 보잉 XB-15 중폭격기 프로토타입을 타고 파나마에서 갈라파고스섬을 정찰한 조종사였다. 전쟁은 그에게 빠른 승진과 더 커진 책임을 가져왔다.
르메이는 훈련이 자신의 목숨을 구하는 열쇠라고 믿었기 때문에 조정사들이 비행 임무를 수행하지 않을 때는 끊임없이 훈련을 시켰다. “귀관이 싸우는 것처럼 훈련합니다”가 그의 핵심 규칙 중 하나였다. 혼돈, 스트레스, 전투의 혼란(공중 또는 기타)에서 부대 또는 조정사는 개별적인 행동이 반복적인 훈련으로 인해 거의 본능적으로 수행되는 제2의 성격일 때만 성공적으로 수행할 것이라는 자신의 신념을 표현했다. 르메이는 그의 이력을 통해, 부대에서 ‘철바지 영감’이나 ‘빅 시가’로 널리 알려졌다.

## 제2차 세계 대전

### 유럽 전선
1941년 일본의 진주만 공격으로 미국이 제2차 세계 대전에 참전하게 되었을 때, 르메이는 미 공군의 소령(1940년에 대위)으로 승진했고, 새로 창설된 B-17 플라잉 포트리스를 이끌고 제305폭격대의 사령관이 되었다. 그는 이 부대를 이끌고 1942년 10월 제8공군의 일부로 1943년까지 전투를 이끌게 된다. 이 시기 가장 유명한 것은 유럽 작전에서 B-17의 폭격대에 의한 전투 상자 포메이션이나 폭격 기술을 개량한 것이다. 이러한 기본적인 절차와 기술은 이후 태평양에서 활약하는 B-29에 적용되었다. 1942년 9월부터 1943년 5월까지 영국에서 제8폭격군단 산하 공군 대령으로 부대의 활동을 지휘하였고, 훗날 제4폭격비행단을 이끌었다. 1943년 9월에 같은 항공단 제3항공 사단이 재구성되었을 때, 독일 레겐스부르크 폭격 공적을 인정받아 준장으로 승진하면서 최초로 사령관이 되었다. 1944년 3월에는 다시 소장으로 빠르게 승진했다.
독일 본토를 폭격하기 위해 나서는 조종사들에게 다음과 같이 다짐하기도 했다.
| “ | 귀관이 폭탄을 투하하는 그 일로 몹시 괴롭다고 하자. 그럴 때 분명 몇 톤의 잔해가 침대에서 자는 아이에게 떨어진다던가, 온몸이 불길에 휩싸여 ‘엄마, 엄마’라고 울부짖는 3살 소녀의 슬픈 시선을 잠시 떠올리고 있음이 틀림없다. 제정신을 유지하고, 국가가 귀관에게 원하는 임무를 완수하고 싶다면, 그런 것은 잊어라. | ” |
|   | — Randall Hansen |   |

‘철 당나귀’(완고한 사람)라고 불릴만큼 훈련이 실전에서 생사를 가른다고 믿었으며, 작전과 작전 사이에 부하를 철저하게 긴장을 주고, 과묵하고 귀신같이 어려웠지만 부하들로부터 절대적인 신뢰를 받고 있었다.
통계학 등을 이용하여 효율적인 폭격 작전을 연구한 로버트 맥나마라 하버드 대학 조교수는 제2차 세계 대전 때 《폭격 임무의 높은 임무중단율에 대한 보고서》에는 다음과 같이 언급했다.
| “ | 지휘관 중 한 명으로 커티스 르메이라는 B-24 부대를 지휘하는 대령이 있었다. 그는 내가 전시 중에 만난 사람 중 가장 뛰어난 전투 지휘관이었다. 그러나 그는 비정상적으로 호전적이며, 많은 사람들이 잔인하다고 생각했다. 르메이는 폭격기의 공습 임무중단율에 관한 조사에서 높은 중단율의 원인이 대원들이 격추를 두려워 한다는 억지 이유로 임무 포기하고 있는 것에 지나지 않는다고 결론지었던 맥나마라의 보고서를 받은 후 명령을 내렸다. 이제 모든 임무에서 내가 선두 폭격기에 탑승한다. 앞으로 출격할 모든 폭격기는 공격 목표까지 간다. 이것을 이루지 못한 대원은 전원 군법회의에 회부하겠다. 그후 임무중단율은 순식간에 떨어졌다. 그는 그런 종류의 지휘관이었다 | ” |

### 일본
1944년 르메이는 폴 티베츠 등으로부터 B-29의 조종법 과정을 배운 뒤 “이 비행기로 전쟁에서 승리할 것이다”라고 예언했다.
1944년 8월 20일, 르메이는 인도 제국의 카라그푸르에 사령부를 둔 제20폭격단 사령관으로 부임했다. 같은 연합국인 영국과 중화민국과 공동으로 수행한 대일본 작전으로 중화민국의 청두시에 설치된 기지에서, 기타큐슈의 야하타 제철소를 폭격하는 작전에 참여했다. 르메이는 중국 북부를 실효적으로 지배하고 있던 마오쩌둥과 협상하고 물품에 대한 대가로 중국 북부에 기상관측소를 설치하고 정기적으로 정보를 제공하게 했다. 이 정보는 중국에서의 폭격에 도움이 되었고, 이후 르메이가 마리아나 제도로 옮겨 간 후에도 마오쩌둥으로부터 정보를 얻었다. 마오쩌둥은 르메이에게 장제스가 실효 지배하는 중국 남부와 같이 B-29 비행장 건설도 해달라는 제안을 했다.
르메이는 정밀 폭격 기술 개량에 힘쓰는 비행기 공장을 목표로 한 주간 정밀 폭격으로 성과를 쌓아 갔다. 1944년 10월 25일에 오무라 제21 해군 항공창을 육안으로 폭격했고, 그 대부분을 파괴했다. 제21 폭격단 사령관 헤이우드 한셀이 좋을 때 14%의 정확도였던 반면 르메이는 41%를 목표 300m 이내의 정밀도로 투하했다. 또한 르메이는 한셀과 달리 병참상의 난제도 해결해야 했지만, 공습 성과를 상회하였고, 전혀 변명을 하지 않고, 연기도 없이 문제를 해결했다.
미국 육군 항공대 사령관 헨리 아놀드는 르메이가 중국에서 수행한 정확도 높은 정밀한 폭격 수완을 높게 샀다. 그래서 1944년 11월 13일 시점에서 르메이의 이동을 검토하고 있었다. 그는 1944년 12월 9일 르메이에 대해 “B-29라면 어떤 비행기도 이루지 못한 놀라운 폭격을 수행할 수 있다고 생각했지만, 귀관이야말로 그것을 입증할 수 있는 인물이네”라고 편지를 보냈다. 아놀드는 중국에서 폭격을 그만두게 하고, 르메이를 마리아나 제도에 합류시켜 1945년 1월 20일 르메이를 제21폭격단 사령관으로 임명했다.

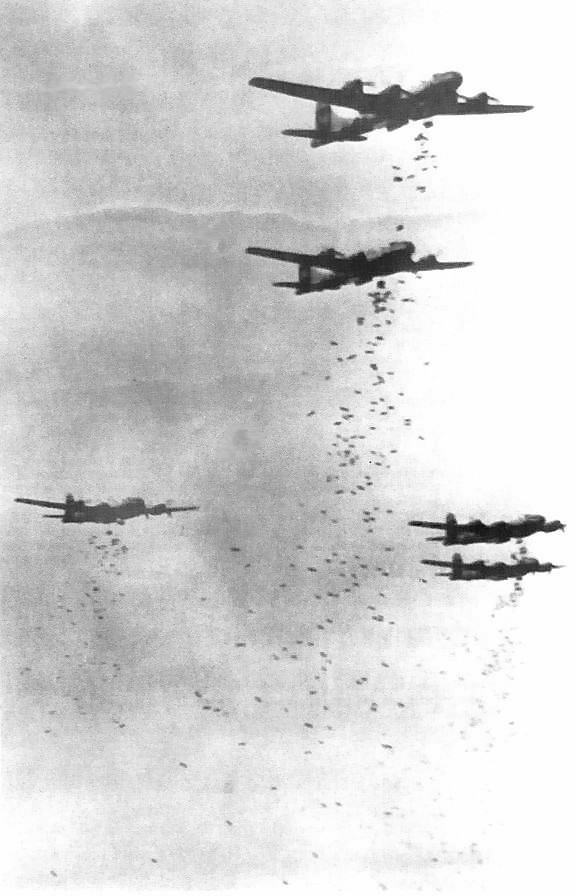
르메이는 저고도로 비행하는 수백 대의 폭격기로 일본 전역을 폭격하여 유명해졌다.

1945년 3월 10일, 그는 도쿄 대공습을 지휘했다. 르메이의 독창성은 진입 고도의 변경에 있었다. 기존에는 고도 8500m에서 9500m 사이에서 주간 폭격을 했지만, 그는 고도 1500m에서 3000m로 변경했다. 이유는 제트 기류의 영향을 받지 않으면서 엔진에 부하를 줄여서 연료를 절약하면 더 많은 폭탄을 적재할 수 있고, 폭격을 정확하게 명중시켜서, 화재의 밀도를 중첩시키면 더 큰 화재를 낼 수 있었기 때문이다. 그러나 낮은 고도에서는 적을 요격하는 대공포가 있었기 때문에 야간 폭격을 했다. 또한 기관총, 탄약, 기총수를 B-29에서 제외시켜 1대당 폭탄을 200kg 늘리도록 하고, 편대가 아니라 단기 직렬로 비행 진형을 변경했다. 르메이의 변경 방식에 대해 조종사들은 공포에 떨었지만, 결과적으로 B-29의 피해는 경미했다. 유도기를 몰았던 톰 파워 참모장은 “마치 대초원의 들불처럼 번졌다. 지상 공격은 산발적이고, 전투기의 반격 없음”이라는 실황 보도를 했다. 3시간도 채 안 되는 사이에 일본은 사망자, 행방불명자를 포함하여 10만 명 이상, 이재민 100만 명 이상, 약 6평방마일 내에 25만 채의 가옥이 소실되었지만, 르메이 부대는 325대 중 14대만 손실되었을 뿐이었다.
르메이가 도쿄 공습에 성공하자 3월 10일 아놀드는 “축하하네. 이 임무에서 귀관의 부하는 어떤 일이라도 해낼 배짱이 있다는 것을 증명했네”라고 메시지를 보냈다. 또한 르메이에게는 “공군이 태평양 전쟁에 큰 기여를 해낼 수 있는 기회를 손에 넣었네”라고 찬사를 보냈다. 전후 르메이는 “우리가 도쿄를 불태웠을 때 많은 여자 아이를 죽이고 있다는 것을 알고 있었다. 그러나 하지 않으면 안 되었던 것이다. 우리 소행의 도덕성에 대해 우려하는 것은 --- 웃기는 마라”고 말했다.
초토화 작전은 도쿄나 오사카, 나고야 등 대도시를 폭격한 후, 도야마시와 고리야마시 등 지방 중소 도시까지 대상이 확대되었다. 이 공습은 일본 국민을 떨게 했고, 일본 측에서는 “귀축의 르메이”, “몰살의 르메이”라고 별명을 주었다.
전후 르메이는 일본 폭격에 도덕적인 고려를 했느냐는 질문에 다음과 같이 대답했다.
| “ | 당시 일본인을 죽이는 것에 대해 별로 걱정은 하지 않았다. 내가 고심했던 것은 전쟁을 끝내는 것이었다. 전쟁에 우리가 패했으면, 나는 전쟁 범죄자로 재판을 받았을 것이다. 다행히 우리는 승자가 됐다. 대답은 ‘예스’이다. 군인은 누구나 자신의 행위에 대한 도덕적인 측면을 어느 정도 생각한다. 하지만 전쟁은 모든 도덕에 반하는 것이다. | ” |

일본 본토 폭격에 대해 르메이는 도리에 어긋나는 것을 알면서도 전쟁의 필요성을 우선하는 현장에서의 효과적인 전술을 고안하고 실행한 책임이 있다. 그러나 폭격은 항공군 사령관 헨리 아놀드가 내린 명령을 수행한 임무였으며, 르메이의 역할이 과대하게 거론되는 경향이 있다. 르메이의 취임으로 B-29의 공격법이 야간 중심으로 바뀌었지만, 도시 폭격의 틀은 합동 참모 본부의 결정이었고, 소이탄 공격 준비, 도쿄와 나고야에서 한셀의 무차별 폭격 시도 등은 르메이가 취임하기 전부터 진행되고 있었다.
1945년 5월 원폭 투하 부대인 제509 혼성 부대가 준비를 마치고 르메이 부대로 이동해 왔다. 르메이는 투하 부대의 요구를 최우선 사항으로 편의를 봐주라고 명령했다. 당시 르메이는 공습에 절대적인 자신감을 가지고 있었기 때문에, 굳이 원폭이 필요하다고 생각지 않았다. 지휘관인 폴 티베츠 대령이 입안한 〈원폭 투하 명령서〉 초안을 바탕으로 8월 2일 티베츠 등은 르메이 사령부에서 세부적인 결정을 내렸다. 르메이는 “교토는 대단한 군사적 목표가 아니다. 신사 같은 것이 많이 있을 뿐이다. 게다가 일반 시민을 폭격 해봤자 아무런 도움도 되지 않는다. 그렇게는 못하겠네”라고 교토 투하에 반대했다. 한편으로 많은 군대와 군수 공장이 있는 히로시마 투하에 찬성했다. 그 후 르메이는 티베츠가 작성한 초안을 거의 그대로 명령서 제13호로 티베츠에게 전달했다.
1945년 8월 15일에 전쟁이 끝났다. 9월 20일에 열린 기자 회견에서 르메이는 “전쟁은 소련의 참전이 없었어도, 원폭이 투하되지 않았어도 2주 이내에 끝났을 겁니다. 원폭 투하는 전쟁 종결과는 아무런 관계가 없습니다”라고 답변했다. 그러나 말년에 저술한 1988년 저서에서 “원폭을 사용하지 않고 전쟁을 끝낼 수 있었다고 해도, 나는 원폭 투하는 현명한 결정이었다고 생각한다. 왜냐하면 원폭 투하가 항복 협상을 앞당겼다”라고 말하며, 원폭 투하는 상륙 작전 전에 일본을 항복시키고 백만의 미국 병사의 목숨을 구했다는 미국 정부의 공식 입장을 지지했다. 종전 후 르메이는 홋카이도에서 시카고까지 논스톱을 기록하며 B-29를 조종하고 귀국했다.
"무고한 민간인은 없다"라는 말을 남긴 것으로도 유명하다

## 냉전

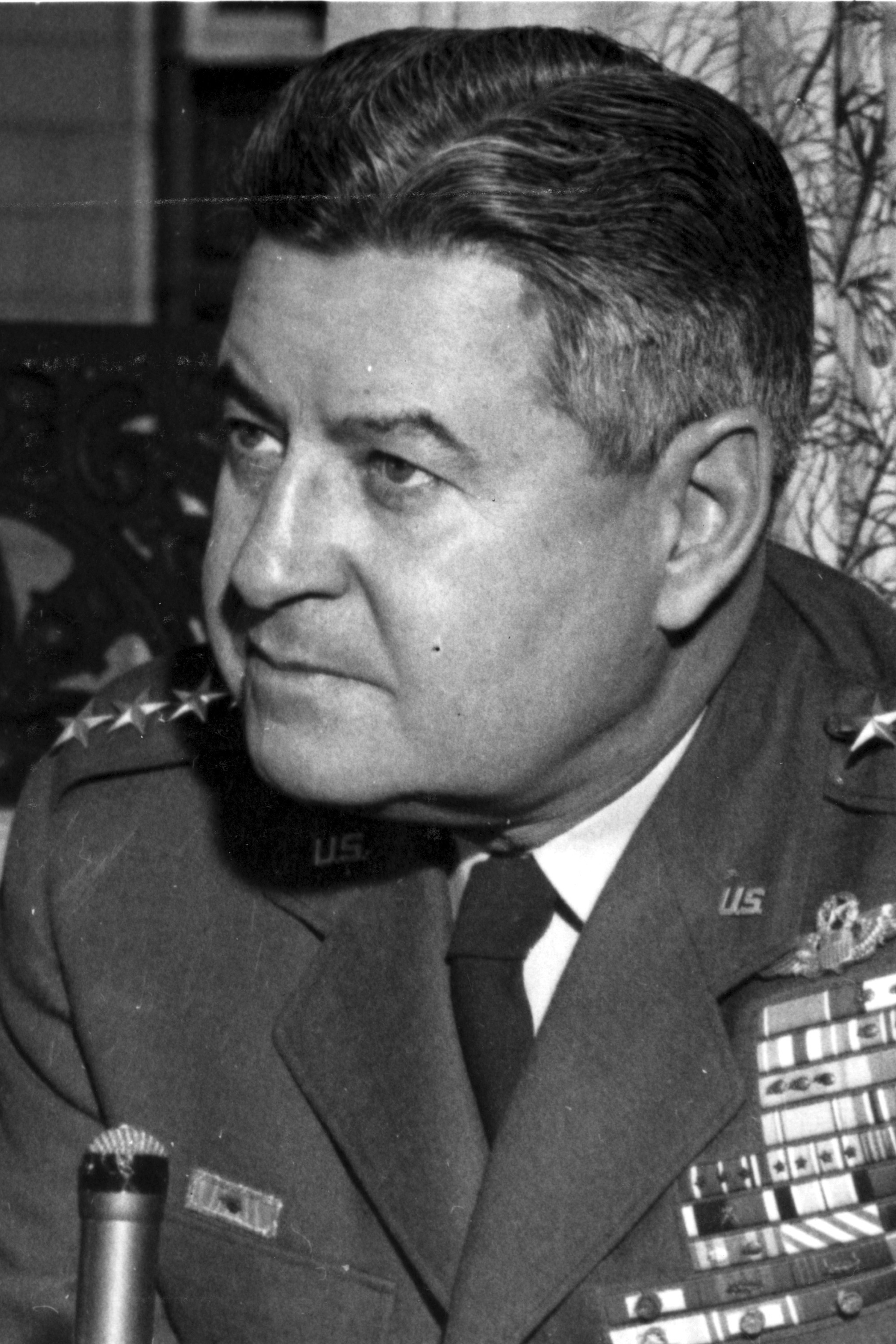
커티스 E. 르메이 장군

전후 항공 자재 군단 사령부 본부에 부임했다. 국방부에 초대 연구개발 항공부 참모장을 맡았다. 폭격기 개발의 책임자로서 발키리 계획을 지휘하였고, 당시의 주력기인 보잉 B-52 폭격기와 세계 최초의 초음속 폭격기인 컨베이어 B-58 폭격기의 후계기가 되는 초음속 폭격기의 개발을 지휘한다.
1947년 10월 독일 비스바덴에 있는 미군 항공 유럽 본부(현 재유럽 미국 공군)의 지휘관이 되었다. (이 직전 9월 육군 항공대가 공식적으로 독립하여 현재의 미국 공군이 되었다.) 베를린 봉쇄에 맞서 ‘공중 가교’ 작전을 맡았다.
1948년 귀국 후 신설되는 전략 공군을 상정하여, 네브래스카주 오마하에 오펏 공군 기지 본부를 설립한다. 1949년부터 1957년까지 전략공군사령부 사령관을 역임했다.
1950년 발발한 한국 전쟁에서도 미국 공군은 큰 역할을 했다. 1951년 44세의 나이로 별 4개를 달았을 때, 르메이는 율리시즈 S. 그랜트 이후로 미국 역사상 최연소 4성 장군이 되었으며, 또한 그 지위에 최장기 복무를 기록하기도 했다. 르메이는 “우리는 한국의 북쪽에서도, 남쪽에서도 모든 도시를 불태웠다. 우리는 100만 이상의 민간인을 죽이고 수백 만 이상을 집에서 내쫓았다”고 말했다.
1957년 7월 공군 부참모장이 되었다. 1957년 11월 11일, 보잉 KC-135로 무급유 연속 비행 세계 기록 수립을 지휘하며, 임기 중 우수 파일럿에게 주어지는 ‘하먼 트로피’를 수상했다. 1961년 7월 공군 참모 총장이 되었고, 1965년 2월에 공군 퇴역할 때까지 근무했다.
1962년 쿠바 미사일 위기 발발 시 르메이 등 공군 수뇌부는 압도적인 병력으로 소련을 굴복시킬 수 있다고 확신하고, 쿠바 공습을 존 F. 케네디 대통령에게 제안했지만 거부당했다. 소련은 쿠바 미사일 위기의 시점에서 이미 쿠바에 핵미사일 수십 기를 배치했으며, 이 제안이 ‘제3차 세계 대전’을 초래할 수 있다는 이유였다.
1964년 12월 7일 일본에 반환된 이루마 기지(구 존슨 기지)에서 훈일등 욱일대수장을 우라 시게루 항공막료장으로부터 수여받았다. 이유는 일본의 항공자위대 육성에 협력했기 때문이다. 12월 4일 제1차 사토 내각 국무회의에서 결정되었다. 서훈은 우라가 르메이를 항공 자위대 창립 10주년 행사에 초대한 것을 발단으로 한 방위청 조사, 심사에 따른 국제적 관례에 따른 사토 내각의 결정인 것으로 밝혀졌다. 추천은 방위청 장관 고이즈미 준야와 외무장관 시나 에쓰사부로의 연명으로 이루어졌다. 방위청에서 총리 사토 에이사쿠는 서훈국의 서훈이 적당하다는 설명이 있었다. 훈일등욱일장이라는 종류의 선정은 대장이라는 계급의 관례에 따른 것이다.
존 F. 케네디 행정부가 1960년부터 본격화한 베트남 전쟁에서는 공군 참모총장의 책임에 있었다. 그는 “북베트남을 석기 시대로 되돌리겠다”라고 호언장담하고 북폭을 추진했다. 린든 B. 존슨 정권 하에서 1965년 2월 7일부터 북폭이 시작되었다.

## 퇴역 후
1965년 2월에 퇴역했다. 1968년 베트남 전쟁을 추진하고, 인종차별 정책을 내건 전 앨라배마 주지사 조지 월러스 대통령 후보와 함께 미국 독립당의 부통령 후보로 출마했다가 낙선했다.
1970년 12월 14일 티니안의 복지 생활 향상에 뛰어난 공적으로 티니언섬에서 표창장을 수상했다. 영국 총리 처칠로부터 받은 영국 공군 수훈 십자장도 부여받았다.

## 사망
르메이는 1969년부터 캘리포니아주 뉴포트비치에 거주했다. 1989년에는 리버사이드에 있는 마치 공군 기지 주변에 전 공군 장교들을 위한 은퇴자 지역 사회인 에어 포스 빌리지 웨스트로 이사를 갔다. 그는 1990년 10월 1일 마치 공군 기지 내 제22스트레티직 병원에서 심장마비를 동반한 복합증상으로 사망했다. 그는 콜로라도주 콜로라도스프링스에 있는 미 공군 아카데미 묘지에 묻혔다. 그의 아내인 헬렌(1908–1992)도 17개월 후에 세상을 떠나, 그의 곁에 묻혔다.

## 역대 선거 결과
| 선거명      | 직책명        | 대수 | 정당        | 득표율 | 득표수 (선거인단)  | 결과 | 당락 |
| ----------- | ------------- | ---- | ----------- | ------ | ------------------ | ---- | ---- |
| 1968년 선거 | 미국의 부통령 | 39대 | 미국 독립당 | 13.53% | 9,901,118표 (46명) | 3위  | 낙선 |